# Archie Kao
Archie David Kao (ur. 14 grudnia 1969 roku w Waszyngtonie) – amerykański aktor filmowy i telewizyjny z chińskimi i tajwańskimi korzeniami. Znany jest między innymi z występów w takich serialach jak Chicago PD, Power Rangers: Zagubiona galaktyka i CSI: Kryminalne zagadki Las Vegas.

## Życie prywatne
Od 2014 roku jest mężem aktorki Zhou Xun.
Ma 178 cm wzrostu.